# Fabio Felline
Fabio Felline (Turín, 29 de marzo de 1990) es un ciclista profesional italiano que compite con el equipo MBH Bank Ballan CSB.
Para la temporada 2010, el Footon-Servetto, de categoría UCI ProTeam le firmó para una temporada dando así el salto al profesionalismo y convirtiéndose en uno de los ciclistas más jóvenes de todo el pelotón, con solo 19 años. En 2011 se mantuvo en el equipo cuando cambió de nombre a Geox-TMC y descendió de categoría. Tras la desaparición del Geox, fichó por el equipo italiano Androni Giocattoli-Venezuela y volvió al ciclismo de primera división al ser contratado por el Trek Factory Racing en 2014. En este equipo puso fin a su carrera al terminar el año 2024, aunque seis meses después volvió a la competición con el MBH Bank Ballan CSB.

## Palmarés
2010
- Circuit de Lorraine, más 2 etapas

2011
- 1 etapa del Brixia Tour

2012
- Giro de los Apeninos
- Memorial Marco Pantani

2013
- 1 etapa de la Settimana Coppi e Bartali
- 1 etapa de la Vuelta a Eslovenia

2015
- 1 etapa del Critérium Internacional
- 1 etapa de la Vuelta al País Vasco
- Gran Premio de Fourmies

2016
- Clasificación por puntos de la Vuelta a España

2017
- Trofeo Laigueglia
- 1 etapa del Tour de Romandía
- 2.º en el Campeonato de Italia Contrarreloj

2018
- 3.º en el Campeonato de Italia Contrarreloj

2020
- Memorial Marco Pantani

## Resultados en Grandes Vueltas y Campeonatos del Mundo
Durante su carrera deportiva consiguió los siguientes puestos en las Grandes Vueltas. 
| Carrera              | Carrera              | 2010 | 2011 | 2012 | 2013 | 2014  | 2015 | 2016 | 2017 | 2018 | 2019 | 2020 | 2021 | 2022 | 2023 | 2024 | 2025 |
| -------------------- | -------------------- | ---- | ---- | ---- | ---- | ----- | ---- | ---- | ---- | ---- | ---- | ---- | ---- | ---- | ---- | ---- | ---- |
|                      | Giro de Italia       | —    | —    | 50.º | 43.º | 96.º  | 32.º | —    | —    | —    | —    | 25.º | Ab.  | 41.º | —    | —    | —    |
|                      | Tour de Francia      | Ab.  | —    | —    | —    | —     | —    | —    | Ab.  | —    | 65.º | —    | —    | Ab.  | —    | —    | —    |
|                      | Vuelta a España      | —    | —    | —    | —    | 105.º | —    | 25.º | —    | 61.º | —    | —    | —    | —    | 76.º | —    | —    |
| Mundial en Ruta      | Mundial en Ruta      | —    | —    | —    | —    | —     | 84.º | —    | —    | —    | —    | —    | —    | —    | —    | —    | —    |
| Mundial Contrarreloj | Mundial Contrarreloj | —    | —    | —    | —    | —     | —    | —    | —    | 30.º | —    | —    | —    | —    | —    | —    | —    |

—: no participa

Ab.: abandono

## Equipos
- Footon/Geox (2010-2011)
  - Footon-Servetto (2010)
  - Geox-TMC (2011)
- Androni Giocattoli-Venezuela (2012-2013)
- Trek (2014-2019)
  - Trek Factory Racing (2014-2015)
  - Trek-Segafredo (2016-2019)
- Astana[3] (2020-2023)
  - Astana Pro Team (2020)
  - Astana-Premier Tech (2021)
  - Astana Qazaqstan Team (2022-2023)
- Lidl-Trek (2024)
- MBH Bank Ballan CSB (2025-)[4]